# Grupo Simonsen
O Grupo Simonsen foi uma holding brasileira responsável por administrar e manter investimentos e propriedades do empresário Mário Wallace Simonsen em aliança com Celso da Rocha Miranda. Era formada por Mário Wallace Simonsen, Ortiz Monteiro (Deputado Federal), José Luiz Moura, e João Scantimburgo proprietário do Jornal Correio Paulistano.
Dentro de suas propriedades famosas e variadas, as mais famosas foram o Banco Noroeste, Celma, Editora Melhoramentos, Biscoitos Aymoré, Cerâmica São Caetano, Panair do Brasil e a Rede Excelsior de Televisão, além da COMAL, a maior exportadora de café da época. Todas essas empresas foram destruídas e extintas por conta das opções políticas de Grupo Simonsen e pelo próprio empresário utilizar á sua rede de televisão para expressar as suas opiniões particulares.

## Extinção
O Grupo Simonsen foi um dos grupos que mais detinham propriedades no país. Porém durante o Regime Militar, Mário Wallace Simonsen saiu do país com medo de represálias e passou a viver praticamente em um exílio com sua esposa, além de deixar de administrar as suas empresas. Entregando-as para os seus familiares.
Seu império foi sucumbindo pouco a pouco após alguns meses de sua saída do país. Primeiro a sua exportadora de café foi impedida de exportar o produto por conta de dívidas mal-resolvidas. A Panair do Brasil, uma das principais, perdeu as suas concessões de voo, indo à falência total e dando as suas rotas de voo para a Varig. 
Em pouco tempo, várias empresas, imóveis, aplicações, e outras propriedades foram dizimadas, deixando a família Simonsen a ver navios.
Os únicos empreendimentos que sobraram do grupo foram o Banco Noroeste, e a própria TV Excelsior.
Para não perder as propriedades que lhe restavam, o Banco Noroeste foi transferido rapidamente para um dos familiares de Mário. Já a TV Excelsior foi vendida para os proprietários do jornal Folha da Manhã e pouco tempo depois também foi extinta.
Após deixar passar as turbulências nos negócios, Wallace Simonsen Neto, filho de Mário Wallace Simonsen, recomprou a TV Excelsior, exceto os imoveis que pertenciam à emissora. Em 1970 a Excelsior foi fechada por não honrar as suas dívidas com o governo.
O Banco Noroeste do Estado de São Paulo, que foi passado para o seu primo Léo Cochrane, funcionou até à década de 1990, quando foi vendido para o Santander.